# WebSite-Watcher
WebSite-Watcher — условно-бесплатная программа с закрытым кодом, отслеживающая изменения на заданных пользователем веб-страницах. Работает под ОС Windows, WINE.

## Описание
WebSite-Watcher, фактически, является менеджером закладок с функциями наблюдения за изменениями.
Благодаря поддержке языка регулярных выражений, в закладке можно указать область отслеживаемых изменений.
Несмотря на ряд недостатков, программа популярна среди медиа аналитиков. После настройки она позволяет практически полностью автоматизировать мониторинг СМИ.

## Функции
- Наблюдение за изменениями заданных пользователем веб-страниц.
- Подсветка изменений на странице
- Поддержка регулярных выражений
- Импорт ссылок из текстового файла
- Экспорт закладок во внешний файл
- Фильтрация javascript
- Чтение ленты RSS- или Atom-новостей
- Локализация интерфейса на многие языки

## Недостатки
- В качестве «внутреннего браузера» программа использует движок IE, что может вызвать проблемы с безопасностью.